# Willa Augusta Horna w Szczecinie
Willa Augusta Horna – zabytkowa willa znajdująca się przy alei Wojska Polskiego 70 w Szczecinie. Jest to jeden z trzech drewnianych domów mieszkalnych zachowanych na terenie szczecińskiego Śródmieścia.
Budynek został wzniesiony w latach 1871–1872 przez należącą do Johannesa Quistorpa spółkę budowlaną Westend Stettin Bauverein auf Aktien. Pierwszym właścicielem willi był kupiec August Horn, współwłaściciel firmy. Ze względu na to, że obiekt znajdował się na przedpolach istniejącej jeszcze wówczas twierdzy, do jego konstrukcji użyto mało trwałych materiałów, w razie potrzeby umożliwiających szybką rozbiórkę lub spalenie. Budynek zaprojektowano na planie bryły o nieregularnym rzucie. Posadowiona na murowanym fundamencie budowla wzniesiona została w konstrukcji szachulcowej i oszalowana z zewnątrz deskami. Okna flankowane są pilastrami osadzonymi na ozdobnych wspornikach. Budynek ma balkon ze snycerską balustradą. Na elewacji umieszczono tonda z wizerunkami Ceres i Merkurego. Główne wejście znajduje się w ścianie szczytowej. We wnętrzu znajdowała się, niezachowana do czasów dzisiejszych, dekoracja stiukowa, boazerie i fasety. Wymieniona została także pierwotna drewniana stolarka drzwi i okien, zaś nakrywającą oryginalnie dach papę zastąpiono ocynkowaną blachą.
W latach 70. XIX wieku Horn odsprzedał willę W. von Wagenheimowi. W 1892 roku odkupił ją kupiec Hermann Wilcke, zaś od 1918 roku mieszkał w niej F. Wächter. W 1945 roku budynek przejęły władze Szczecina i ulokowały w nim mieszkania komunalne. W 1971 roku przekazano go Pomocniczej Spółdzielni Pracy „Polus”. Mieści się w nim Studio Planet SPA i galeria artystyczna.